# 長尾剛
長尾 剛（ながお たけし、1962年7月9日 - ）は、日本の作家。
文学・歴史・思想等を平易な文体で評論・解説することを主なテーマとしている。また一方で、ゲーム・漫画・アニメ等のポップカルチャーに関する著作も持つ。

## 来歴
東京都生まれ、東洋大学大学院修了。

## 著作

### 文学関連
- 漱石ゴシップ（1993年 日本映像出版／1997年 文芸春秋）
- 吾輩は隣のおじさんである 漱石学入門（1994年 ごま書房）
- 漱石の「ちょっといい言葉」（1995年 日本実業出版社）
- 漱石復活（1995年 三修社）
- あなたの知らない漱石こぼれ話（1997年 日本実業出版社）
- 目からウロコの新解釈 もう一度読む夏目漱石（1997年 双葉社）
- 心が強くなる漱石の助言（1999年 朝日ソノラマ）
- 自分の心を高める漱石の言葉（2000年 PHP研究所）
- 早わかり日本文学（2001年 日本実業出版社）
- 手にとるように「おくのほそ道」がわかる本（2002年 かんき出版）
- 話し言葉で読める「方丈記」（2005年 PHP研究所）
- 話し言葉で読める「蘭学事始」（2006年 PHP研究所）
- これなら読めるやさしい古典 枕草子（2006年 汐文社）
- これなら読めるやさしい古典 徒然草（2006年 汐文社）
- これなら読めるやさしい古典 方丈記（2006年 汐文社）
- これなら読めるやさしい古典 竹取物語（2007年 汐文社）
- これなら読めるやさしい古典 今昔物語（2007年 汐文社）
- 人生というもの（2007年 PHP研究所）
- 漱石ホラー傑作選（2009年 PHP研究所）
- 鴎外の「武士道」小説（2009年 PHP研究所）
- 坂口安吾・人生ギリギリの言葉（2009年 PHP研究所）
- 日本の文豪 こころに響く言葉（2010年 汐文社）
- 平清盛をあやつった女たち（2011年 河出書房新社）
- サムライの漢詩（2012年 明治書院）
- 吾輩はウツである 作家・夏目漱石-誕生異聞（2013年 PHP研究所）→ねこ先生（2016年 PHP文芸文庫）[2]
- 漱石ゴシップ 完全版（2017年 朝日新聞出版)
- 漱石山脈 現代日本の礎を築いた「師弟愛」(2018年 朝日新聞出版)
- すらすら読める日本の古典 原文付き 竹取物語(2018年 汐文社)
- すらすら読める日本の古典 原文付き 枕草子(2018年 汐文社)
- すらすら読める日本の古典 原文付き 徒然草(2018年 汐文社)
- すらすら読める日本の古典 原文付き 平家物語(2019年 汐文社)
- すらすら読める日本の古典 原文付き おくのほそ道(2019年 汐文社)

### 歴史関連
- 知のサムライたち （2002年 光文社）
- 大塩平八郎 構造改革に玉砕した男 （2003年 KKベストセラーズ）
- 幕末・明治 匠たちの挑戦 現代に甦るプロジェクトリーダーの本質 （2004年 実業之日本社）
- 現代語ですらすら読める新釈「蘭学事始」 （2004年 PHP研究所）
- 話し言葉で読める「西郷南洲翁遺訓」 （2005年 PHP研究所）
- 日本史・あの事件の意外なウラ事情 （2006年 PHP研究所）
- 30のエピソードですっきりわかる「幕末維新」 （2007年 PHP研究所）
- 日本外史 幕末のベストセラーを「超」現代語訳で読む （2010年 PHP研究所）
- 志の見つけ方 話し言葉で読める言志四録 （2015年 PHP研究所）
- ビジネスリーダーを目指すなら西郷隆盛のことばに学べ （2015年 牧野出版）
- 戦いで読む日本の歴史4 徳川の世のはじまりと終わり （2017年 教育画劇）
- 女武者の日本史 卑弥呼・巴御前から会津婦女隊まで （2021年 朝日新聞出版）

### 思想関連
- 一冊でわかる日本の思想 （1997年 成美堂出版）
- 日本がわかる思想入門 （2000年 新潮社）
- 新釈「五輪書」 （2002年 PHP研究所）
- 心を強くする「武士道」入門 （2002年 PHP研究所）
- 武士道の源流 陽明学がわかる本 日本人の人生美学をさぐる （2004年 PHP研究所）
- 手にとるようにユング心理学がわかる本 （2004年／2007年 かんき出版）→ 心のトリセツ「ユング心理学」がよくわかる本（2017年 PHP文庫）
- 30ポイントで読み解く「禅の思想」 （2005年 PHP研究所）
- 孫子が話す世界一わかりやすい「孫子の兵法」 （2007年 PHP研究所）
- 孔子が話す世界一わかりやすい「論語」 （2008年 PHP研究所）
- 老子と荘子が話す世界一わかりやすい「老荘思想」 （2008年 PHP研究所）
- 宮本武蔵が語る「五輪書」 （2008年 PHP研究所）
- 論語より陽明学 （2010年 PHP研究所）
- 論語一語 （2010年 かんき出版）
- 超訳ゲーテの言葉 （2011年 PHP研究所 訳・金森誠也 長尾剛）
- 死ぬまでに一度は読んでおきたい聖書入門 （2011年 かんき出版）
- 死ぬまでに一度は読んでおきたいギリシャ神話入門 （2012年 かんき出版）
- 超訳古代ローマ三賢人の言葉 （2012年 PHP研究所 訳・金森誠也 長尾剛）

### ゲーム・漫画・アニメ関連
- ファンタジーRPG100の常識 （1992年 富士見書房）
- ファンタジーRPG100の常識 アイテム編 （1994年 富士見書房）
- ファンタジーRPGの宝物が100! （1994年 富士見書房）
- 誰も知らなかった!!!ゲームキャラの意外話 （1994年 竹書房）
- これが噂のC級ゲームソフトだ （1995年 河出書房新社）
- 空想対決劇場 （1996年 スターツ出版）
- ゲーム解放理論 （1997年 朝日ソノラマ）
- パソコン常識のワナ119番 （1997年 飛天出版）
- 「じゃりン子チエ」という生き方 （1998年 双葉社）
- ポケモンは子どもの敵か味方か? （1998年 廣済堂出版）
- テレビゲーム風雲録 インベーダーからドリームキャストまで （1999年 文芸春秋）

### 小説
- 大盗賊石川五右衛門 （2008年 汐文社）
- 天平を駆けぬけた男と女たち （2010年 汐文社 原作・土生川明弘／ノベライズ・長尾剛）
- 吾輩はウツである"作家・夏目漱石"誕生異聞 (2013年 PHP研究所)
- ねこ先生 (2016年 PHP研究所 ※「吾輩はウツである"作家・夏目漱石"誕生異聞」改題版)

### 人物評伝
- 広岡浅子 気高き生涯 (2015年 PHP研究所)
- 大橋鎭子と花森安治 美しき日本人 (2016年 PHP研究所）
- 近代日本を創った7人の女性 (2016年 PHP研究所)
- 古関裕而 応援歌の神様 激動の昭和を音楽で勇気づけた男 (2020年 PHP研究所)
- 牧野富太郎の恋 (2023年 朝日新聞出版)
- 三淵嘉子 日本初の女性弁護士 (2024年 朝日新聞出版)